# Reichardia gaditana
Reichardia gaditana — вид квіткових рослин родини Айстрові (Asteraceae). лат. gaditana — стосується міста Кадіс в Андалусії, чия колишня назва була Gades.

## Біоморфологічна характеристика
Дворічна або багаторічна синьо-зелена, запушена трав'яниста рослина. Стебла до 70 см, прямовисні, сильно розгалужені у верхній половині, іноді деревні біля основи. Листки дещо шкірясті й мають м'які зуби на краях. Жовті квіти з фіолетовою основою й з фіолетовими смугами на спині. Плоди прикрашають чубчики грубих волосків. Цвітіння і плодоношення з (січень) лютого по квітень (травень).

## Середовище проживання
Алжир, Марокко, Іспанія, Португалія, Гібралтар. Населяє кам'янисті й піщані, прибережні місця проживання.

## Галерея

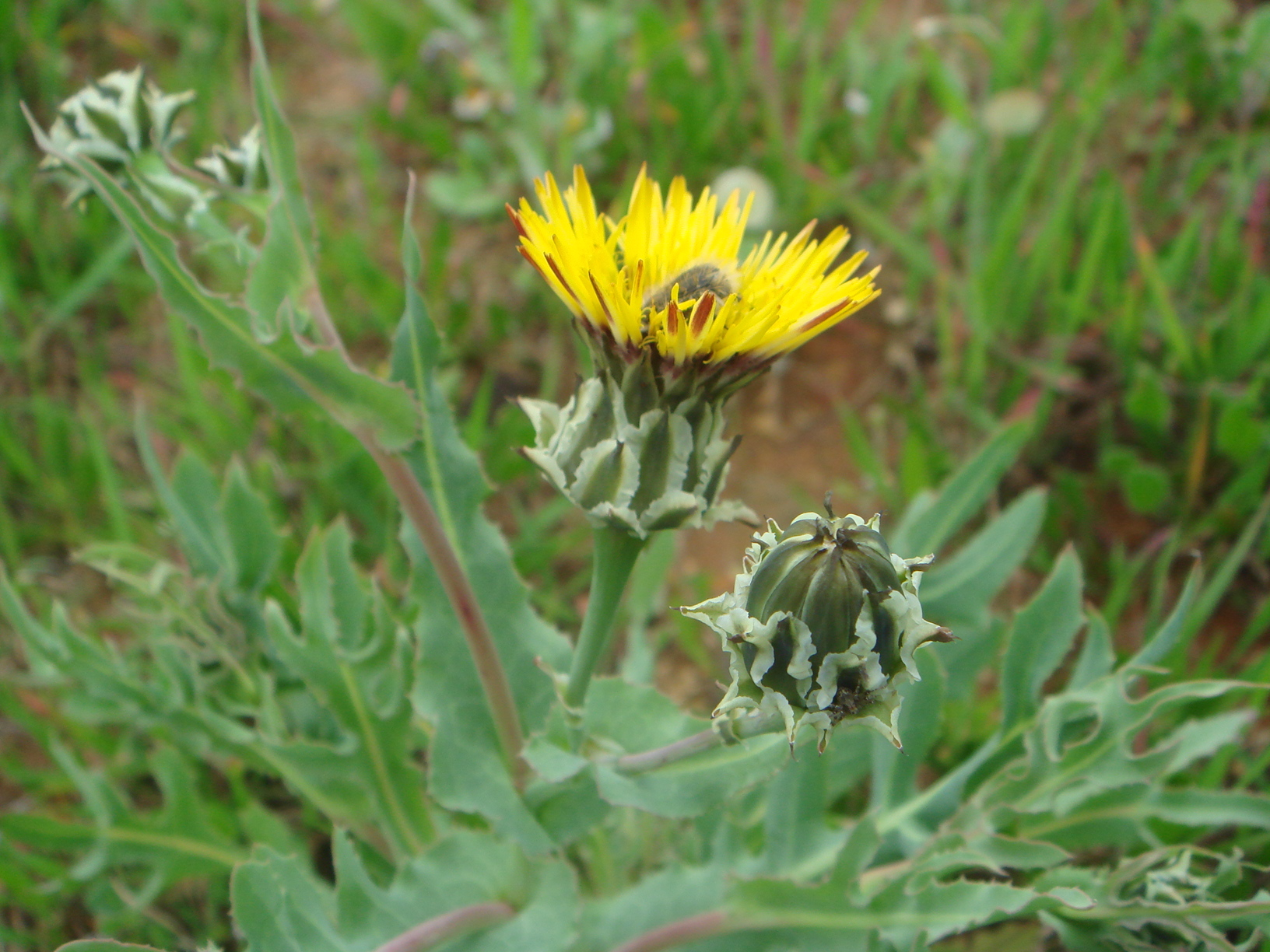
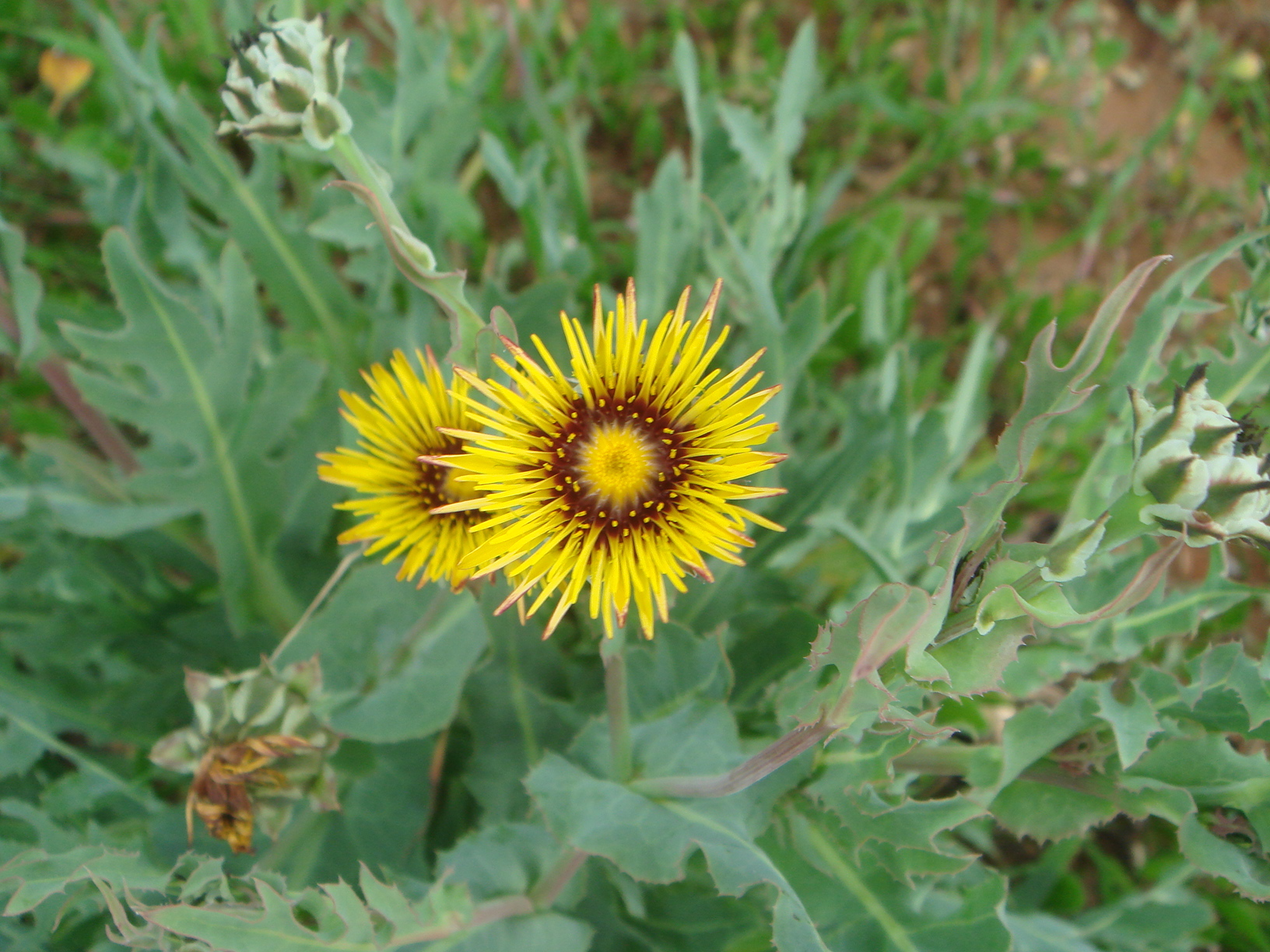